# Piaggio Ciao

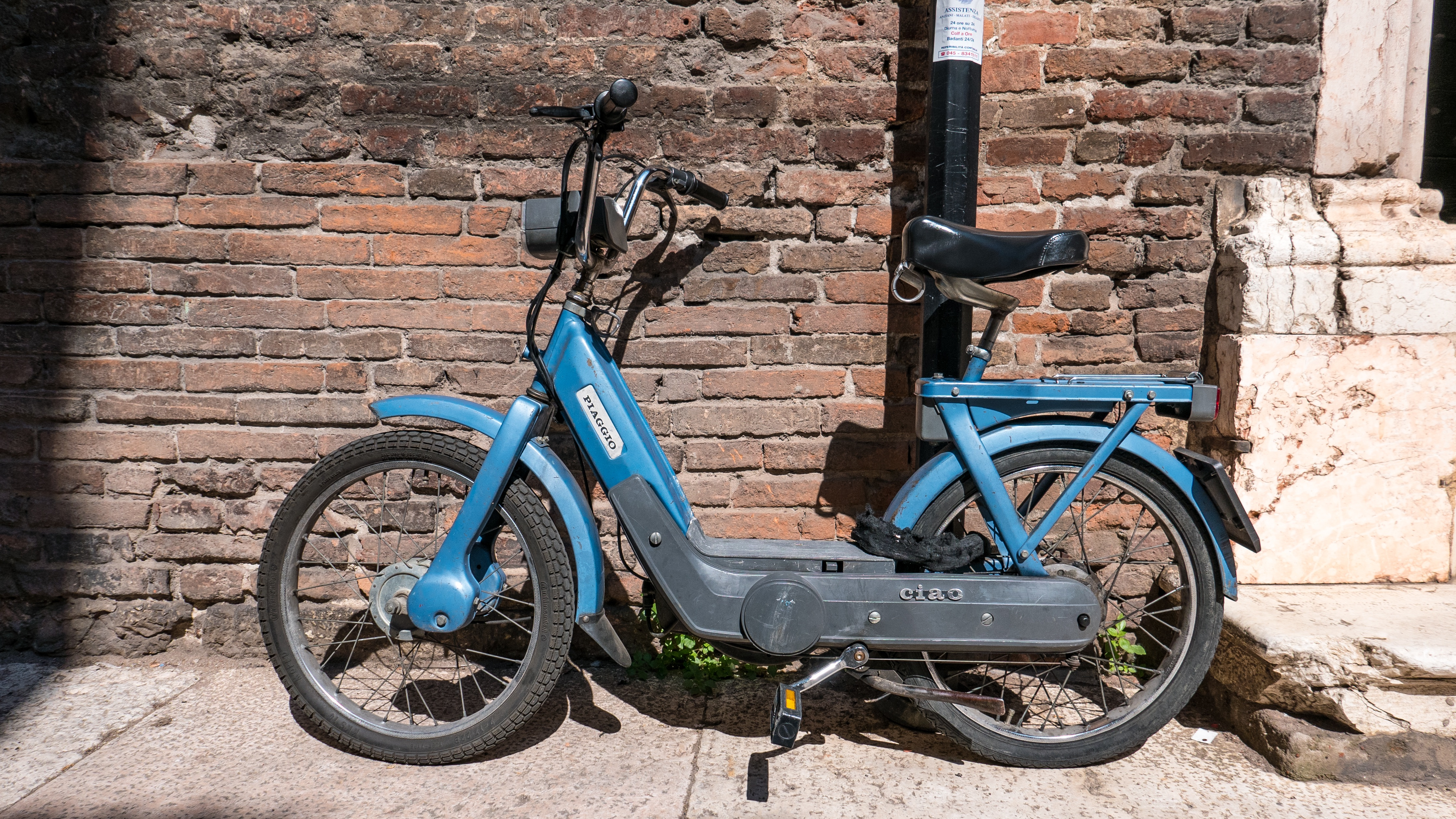
Piaggio Ciao PX

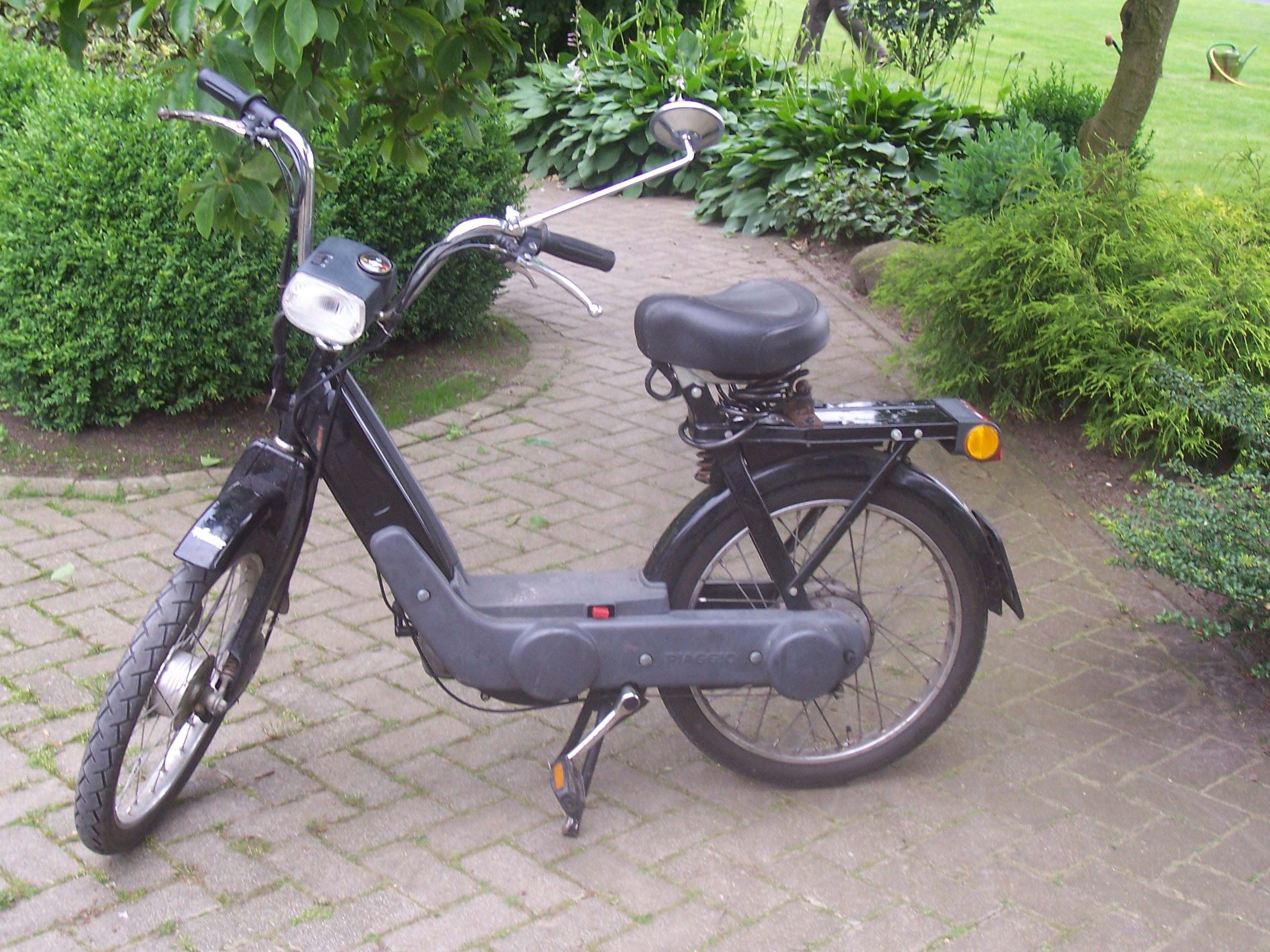
Piaggio Ciao (Baujahr 1998)

Das Ciao ist ein Kleinkraftrad (2-Takter). Es wurde in Deutschland erstmals 1968 vorgestellt und bis in dieses Jahrtausend nahezu unverändert gebaut. Der Hersteller war Piaggio aus Pontedera in Italien. Es gibt sie in diversen Modellvarianten, sowohl als Mofa (25 km/h) als auch als Moped (40 bzw. 50 km/h).

## Modelle
Bekannte Modellvarianten sind:

### Erste Serie (ab Baujahr 1968)
M7E1T
- Ciao A (eckige Sattelstütze; Rücklicht am Schutzblech; verchromte 19"-Felgen; kleine Tankaufkleber mit CIAO-Schriftzug); ungefedertes Vorderrad (ähnlich wie beim Fahrrad)

- Ciao L (eckige Sattelstütze; gefedertes Vorderrad (starre Gabel mit gefederter, geschobener Kurzschwinge und kurzen, auf Druck belasteten Schraubenfedern). Rücklicht am Schutzblech; kleine Tankaufkleber, verchromte 17"-Felgen, noch kein nicht rostender Stahl verwendet, oft mit abnehmbaren Gepäckträger.)

- Ciao SC (runde Sattelstütze; Sattel und Sattelstütze gefedert; Rücklicht am Schutzblech; nicht rostende Schutzbleche; Speichenräder)

Bei der Ausführung steht das „A“ für die Standardausführung, „L“ für „Lusso“ und „SC“ für „Super Confort“
M9E1T
- Ciao A/L EXTRA

Best-ausgestattetes Ciao-Mofa (Sehr selten: verchromte Schutzbleche, Tacho, komplett gefedert)
C7E1T
- Ciao-Moped (wie Ciao A/L, nur dann bis 40 km/h)

### Zweite Serie (ab Baujahr 1976)
M7E2T
- Ciao SC (runde Sattelstütze; Sattel und Sattelstütze gefedert; Rücklicht am Schutzblech; nicht rostende Schutzbleche; Gussräder)
- Ciao S (eckige Sattelstütze; nur Sattel gefedert; Rücklicht auf dem Schutzblech; lackierte Schutzbleche)

C7E2T
- Ciao Mopedversion (wie Ciao SC/S, nur bis 40 km/h; Blinker an kurzen Auslegern vorn am Lenker und hinten am Schutzblech)

### Dritte Serie (ab Baujahr 1980)
M7E3T
- Ciao Px (runde Sattelstütze; Sattel und Sattelstütze gefedert; Rücklicht am Gepäckträger; Gepäckträger abnehmbar)
- Ciao P (eckige Sattelstütze; nur Sattel gefedert; Rücklicht am Gepäckträger; Gepäckträger abnehmbar)

C7E3T+C7E4T
- Ciao Mopedversion (wie Ciao Px/P, nur bis 50 km/h)

### Vierte Serie (Baujahr 1996–2000)
- Ciao Mix (runde Sattelstütze; Sattel und Sattelstütze gefedert; Rücklicht am Gepäckträger; Gepäckträger nicht abnehmbar; Öltank im Gepäckträger, Getrenntschmierung)

### Fünfte Serie (Baujahr 2000–2006)
- (2000–2003) Ciao Typ c24 (eckige Sattelstütze; Sattel und Sattelstütze gefedert; Rücklicht am Gepäckträger; Gepäckträger nicht abnehmbar)

- (2003–2006) Ciao Typ c31 (wie c24 aber mit Katalysator und Rücklicht am Schutzblech)

Das Ciao Typ c31 ist das aktuelle und letzte Modell.
Ferner gab es noch die Baureihen Boss, Boxer, Bravo und Grillo Si, die mit ähnlicher oder gleicher Technik ausgestattet waren.
Sie unterschieden sich in erster Linie durch den Rahmen und die Radgröße. Die Gilera EC1 und die Italjet Modelle Tiffany und Pack 2 haben ebenfalls die Antriebstechnik und den Motor der Ciao, was mit der Zugehörigkeit zur Piaggio-Gruppe zu erklären ist. In den 1980er-Jahren kam eine Transporter-Version der Ciao auf den Markt, die sogenannte Ciao Porter. Dieses Moped hatte 3 Räder und einen kleinen Container oder eine Ladefläche (940 × 850 mm) an seiner Front, die Nutzlast betrug 100 kg. Für die Konstruktion verwendete Piaggio Unter- und Hinterbau der Ciao, der Tank befand sich an Stelle des Gepäckträgers, der Lenker war verbunden mit einer vertikalen Lenksäule, 2 Vorderräder (in Rollergröße) wurden mit einer Achsschenkellenkung geführt. Das Fahrzeug war in Italien vor allem im kommunalen Bereich und bei der Straßenreinigung weit verbreitet. In Deutschland war die Ciao Porter trotz der nur geringfügig höheren Geschwindigkeit von 30 km/h als Moped zugelassen und war damit führerscheinpflichtig. Laut Preisliste vom 1. Oktober 1974 kostete die Ciao Porter in Deutschland 1.740 DM, mit verschließbarem Metalldeckel der Ladefläche erhöhte sich der Preis auf 1.895 DM, als Farbauswahl gab es lediglich die Farbe blau.
Das Ciao unterscheidet sich alleine schon durch den Keilriemenantrieb von den meisten anderen Mofas/Mopeds dieser Zeit. Dieser Antrieb ist im Vergleich zum Kettenantrieb relativ leise und wartungsarm. Die Mopedversionen sind zudem noch mit einem stufenlosen Automatikgetriebe ausgestattet. Ähnliche Technik findet sich in quasi sämtlichen Rollern wieder, die derzeit auf dem Markt sind.
Die klassischen Piaggio-Motoren haben einen Drehschiebereinlass.